# Louise Hansson
Pour les articles homonymes, voir Hansson.

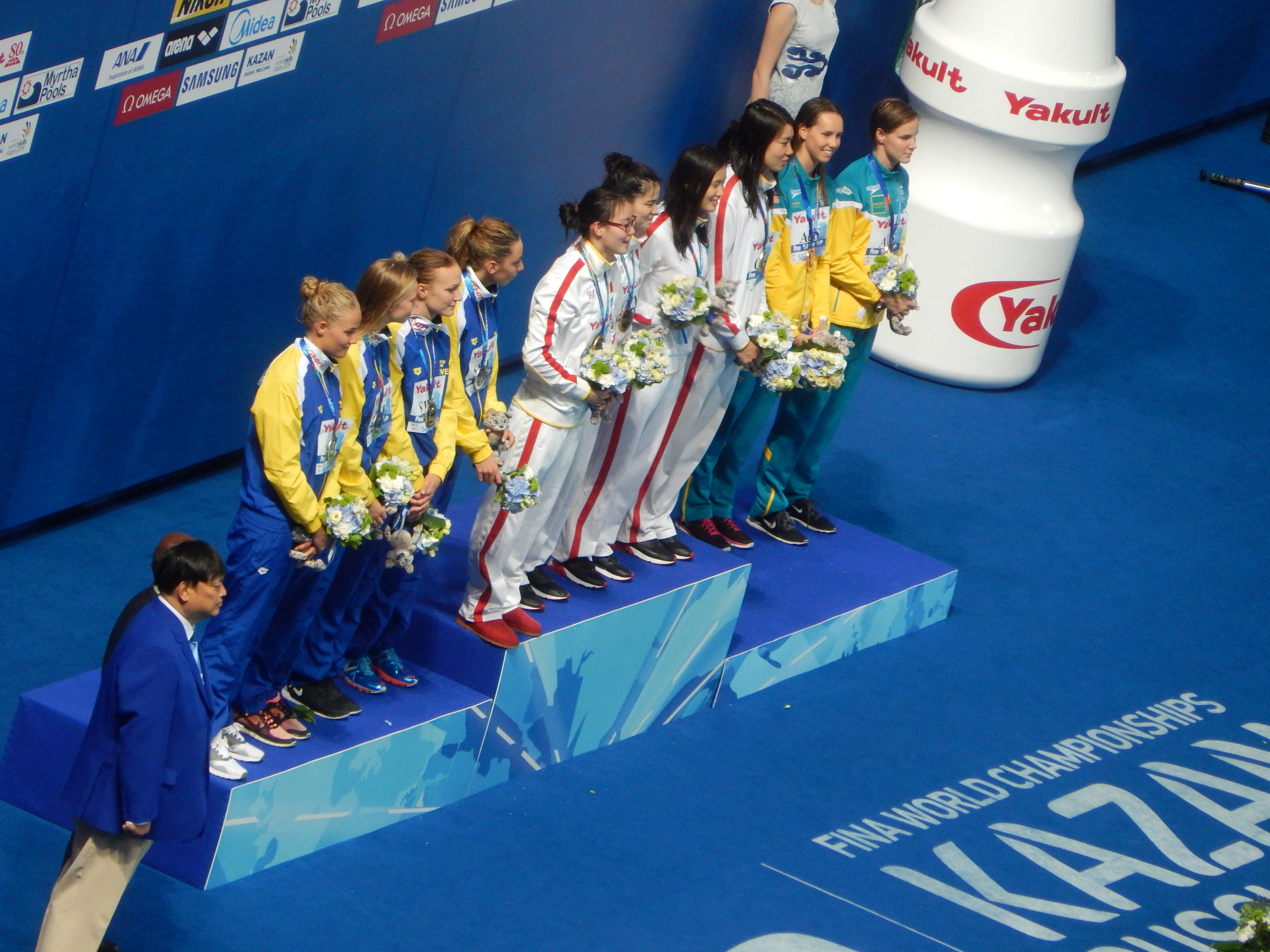
Podium du relais 4 × 100 m quatre nages au Championnats du monde 2015.

Louise Hansson, née le 24 novembre 1996, est une nageuse suédoise. Elle est la sœur de Sophie Hansson.

## Palmarès

### Championnats du monde
Grand bassin
- Championnats du monde 2015 à Kazan ( Russie) :
  -  Médaille d'argent du relais 4 × 100 m quatre nages.
- Championnats du monde 2024 à Doha ( Qatar) :
  -  Médaille d'argent du relais 4 × 100 m quatre nages.
  -  Médaille de bronze au 100 m papillon.

Petit bassin
- Championnats du monde 2021 à Abu Dhabi ( Émirats arabes unis) :
  -  Médaille d'or du 100 m dos.
  -  Médaille d'or du relais 4 × 50 m quatre nages.
  -  Médaille d'or du relais 4 × 100 m quatre nages.
  -  Médaille d'argent du 100 m papillon.
  -  Médaille d'argent du relais 4 × 50 m nage libre.
  -  Médaille de bronze du 50 m dos.
  -  Médaille de bronze du relais 4 × 100 m nage libre.
- Championnats du monde 2022 à Melbourne ( Australie) :
  -  Médaille de bronze du 100 m papillon.
  -  Médaille de bronze du 100 m quatre nages.
  -  Médaille de bronze du relais 4 × 50 m quatre nages.

### Championnats d'Europe
Grand bassin
- Championnats d'Europe 2012 à Debrecen ( Hongrie) :
  -  Médaille d'argent du relais 4 × 100 m nage libre.
- Championnats d'Europe 2014 à Berlin ( Allemagne) :
  -  Médaille d'or au titre du relais 4 × 100 m nage libre.
  -  Médaille d'argent du relais 4 × 200 m nage libre.
  -  Médaille d'argent du relais 4 × 100 m quatre nages.
- Championnats d'Europe 2016 à Londres ( Royaume-Uni) :
  -  Médaille de bronze du relais 4 × 100 m nage libre.
- Championnats d'Europe 2020 à Budapest ( Hongrie) :
  -  Médaille de bronze du 100 m papillon.
- Championnats d'Europe 2022 à Rome ( Italie) :
  -  Médaille d'or du 100 m papillon.
  -  Médaille d'or du relais 4 × 100 m quatre nages.
  -  Médaille d'argent du relais 4 × 100 m nage libre.
  -  Médaille de bronze du relais 4 × 100 m nage libre mixte.

Petit bassin
- Championnats d'Europe 2015 à Netanya ( Israël) :
  -  Médaille d'argent au titre du relais 4 × 50 m quatre nages.
  -  Médaille de bronze au 200 m quatre nages.
- Championnats d'Europe 2017 à Copenhague ( Danemark) :
  -  Médaille d'argent du relais 4 × 50 m nage libre.
- Championnats d'Europe 2023 à Otopeni ( Roumanie) :
  -  Médaille d'or du 100 m papillon.
  -  Médaille d'or du relais 4 × 50 m nage libre.
  -  Médaille d'or du relais 4 × 50 m quatre nages.
  -  Médaille d'argent du 50 m dos.
  -  Médaille de bronze du 100 m quatre nages.